# Роудс, Брэнди
Брэнди Алексис Раннелс (англ. Brandi Alexis Runnels; (урождённая как Рид англ. Reed), более известная как Брэнди Роудс, (англ. Brandi Rhodes род. 23 июня 1983, Кантон, Мичиган) — американский профессиональный рестлер, ринг-анонсер, модель, бизнесвумен и телеведущая. В свое время она была известна тем, что являлась главным бренд-директором промоушена All Elite Wrestling (AEW), где она также выступала в качестве рестлера.
Свою карьеру она начала в промоушене WWE, где её сразу определили в подготовительную фарм-территорию Florida Championship Wrestling. Там она работала ринг-анонсером под именем Иден Стилз (англ. Eden Stiles). За это время она вышла замуж за Коди Роудса. А в 2016 году после того, как её муж покинул WWE (однако в 2022 году он вернулся в компанию), спустя несколько дней она ушла вслед за ним. В последующие годы она выступала в нескольких промоушенах в качестве рестлера, в таких как Impact Wrestling, Ring of Honor и World Wonder Ring Stardom. В 2019 году она присоединилась к недавно созданному промоушену All Elite Wrestling.
Она была участницей актёрского состава на телеканале E! в реалити-шоу WAGS Atlanta. Также до своей карьеры рестлера она была фигуристкой и ведущей телевизионных новостей.

## Ранняя жизнь
Родилась и выросла Брэнди Алексис Рид в Кантоне, пригород Детройта, штат Мичиган, у неё есть старший брат по имени Джейсон Рид. Начиная с четырёхлетнего возраста и до 17 лет Рид была конкурентоспособной в фигурном катание. Но будучи второкурсницей колледжа и чтобы сосредоточиться на учёбе и будущей карьере телеведущего она перестала выступать на коньках. Рид окончила Мичиганский университет по стипендии полного цикла. В течение двух лет, прежде чем переехать в Майами, штат Флорида, и продолжить карьеру модели и актрисы, она работала репортером местных новостей. Живя в Майами, Рид получил степень магистра в области радиожурналистики в Университете Майами.

## Карьера в реслинге

### World Wrestling Entertainment/WWE (2011)
В 2011 году работая моделью после получения степени магистра, Рид была приглашена на пробы в WWE. В марте того же года она подписала контракт с WWE и была направлена на подготовительную территорию Florida Championship Wrestling (FCW). В следующем месяце она дебютировала под псевдонимом Брэнди, аккомпанируя Лаки Кэннону на хаус шоу FCW. 12 мая она начала работать ринг-анонсером в еженедельных эпизодах Superstars. 11 июля Рид объявила о начале своих обязанностях на бренде NXT под рингнеймом Иден Стилз. Она выступала в качестве ринг-анонсера для бренда SmackDown на эпизодах 15 июля и 11 ноября. Её единственный на ринге матч состоялся 16 июля на шоу FCW Summer SlamaRama, где она участвовала в баттл-рояле, которую выиграла Соня. В декабре того же года, по её просьбе, Рид была освобождена от своего контракта с WWE.

### Возвращение в WWE (2013—2016)
В ноябре 2013 года Роудс объявила в Твиттере, что она вернется в WWE. Вернувшись она возобновила свою роль ринг-анонсера, впервые появившись на NXT, где её рингнейм был сокращен до имени Иден. В феврале 2014 года Иден завела свой видеоблог, который просуществовал до января 2015 года и был опубликован на веб-сайте WWE. В октябре 2014 года Иден стала постоянным ринг-анонсером и интервьюером за кулисами бренда SmackDown и шоу Main Event. В конце марта 2015 года Иден дебютировала в качестве ринг-анонсера на главном pay-per-view шоу года Рестлмании 31, а также стала временным ринг-анонсером на Raw, пока Лилиан Гарсия восстанавливалась после операции 24 мая 2016 года, она получила разрешение на увольнение из WWE, всего через несколько дней после того, как её муж Коди Роудс также попросил о своем освобождении от контракта с компанией.

### Независимая сцена (2016—2019)
3 июня 2016 года было объявлено, что Роудс будет в углу ринга Коди Роудса в его матче против Майка Беннетта на шоу «Wrestling Under the Stars» прошедшего 26 августа в Питтсфилде, штат Массачусетс. 10 октября было объявлено, что Роудс дебютирует на ринге сольном забеге против Джординн Грейс на Pro Wrestling Magic, победив её 15 октября. 15 июля 2017 года она победила Тессу Бланчард на шоу Northeast Wrestling. В 2018 году она участвовала в промоушене Соединённого Королевства Fight Forever Wrestling и победила Би Пристли и Вайпера. На шоу Rise Wrestling в 2019 году, Роудс неожиданно появилась вместе с Бритт Бейкер и Найлой Роуз, придя на помощь Кайли Рей и организовав между ними троими матч на шоу Double or Nothing.

### Total Nonstop Action Wrestling/Impact Wrestling (2016—2017)
16 сентября 2016 года сайт TMZ сообщил, что Роудс подписала контракт с TNA. Спустя три дня промоушен подтвердил её подписание контракта. И вместе со своим мужем Коди дебютировала в TNA на шоу Bound for Glory в качестве фейсов, напав на Марию и её мужа Майка Беннетта, чтобы начать вражду между этой пары. 28 октября в эпизоде Impact Wrestling Бренди дебютировала на ринге вместе со своим мужем Коди против Марии и Майка Беннетта в смешанном командном матче. 16 февраля 2017 года на эпизоде Impact Wrestling Брэнди и Муус победили команду Decay (рус. Гниение) (Крейзи Стив и Розмари) в смешанном командном матче. 23 февраля 2017 года на эпизоде Impact Wrestling вернулся муж Брэнди Коди, но нападает на Муса из ревности, узнав, что у неё есть его номер телефона. 6 апреля 2017 года, во время эпизода Impact Wrestling, Роудс участвовала в поединке за звание претендента номер один за чемпионский титул Розмари среди нокаутш, который выиграла ODB. Позже Роудс рассталась с промоушеном. По сообщениям, Impact хотел получить процент от её телевизионного выступления, не связанного с реслингом, что привело Роудс к просьбе об освобождении контракта.

### Ring of Honor (2017—2018)
29 июля 2017 года Роудс дебютировала на ринге промоушена «Ring of Honor» во время телевизионных съёмок на арене «Кабаррус» в Конкорде, штат Северная Каролина. Объединившись с Суми Сакаи, дабы сразиться с Дженни Роуз и Мэнди Леон. Ранее она ненадолго появилась в ROH, чтобы представить своего мужа Коди на его матче против Джея Литала на PPV Final Battle прошедшего 2 декабря 2016 года.

### World Wonder Ring Stardom (2018)
Перед участием в турнире Cinderella 2018 года в промоушене World Wonder Ring Stardom было объявлено, что Роудс присоединится к группировке Оэдо Тай. На турнире она победила коллегу по группировке Нацу Сумирэ в первом раунде, но в четвертьфинале проиграла Ио Сираи. Роудс выступала в трех командных матчах вместе с одноклубниками по Оэдо Тай, выиграв все три матча. Но позже выяснилось, что за это время она получила перелом ключицы.

### All Elite Wrestling (2019—2022)
В 2019 году Родс стала главным бренд-директором, нового рестлинг-промоушена All Elite Wrestling (AEW), соучредителем которого является её муж. На самом первом pay-per-view шоу от AEW , Double or Nothing, прошедшего 25 мая 2019 года Роудс появилась во время женского матча тройной угрозы между Бритт Бейкер, Найлой Роуз и Кайли Рей и объявила, что добавила в матч Невероятную Конг, который выиграла Бейкер, утвердив Роудс в качестве хилла. На ринге Роудс дебютировала 13 июля на шоу Fight for the Fallen, победив Элли после вмешательства Конг. В конце концов, она выступила в Casino Battle Royale и была выбита Бейкером и Элли. В течение следующих месяцев Роудс и Конг начали отрезать и собирать женские волосы. Позже коллектив Nightmare приобрел новых членов — Мела и Лютера. На Bash at the Beach изначально планировалось, что Мела и Конг встретятся с Крис Статлендером и Хикару Шидой, однако Конг не прошла медицинское обследование, и Роудс заменила её в проигрышной попытке. The Nightmare Collective были плохо восприняты фанатами, и в феврале Роудс покинул группу, а Конг ушла с телевидения, чтобы сниматься GLOW.
В течение следующих недель она сопровождала своего мужа Коди на его матчи, а также команду The Natural Nightmares Дастина Роудса и QT Маршалла. Она также сформировала команду вместе с Элли под названием «Сестры кошмара». На эпизоде «AEW Dynamite» от 18 ноября 2020 года Джейд Каргилл, которая прервала Коди на прошлой неделе, напала за кулисами на Брэнди, обхвав её руку стулом и наступила на неё, в то время как Вики Герреро и Найла Роуз препятствовали оказанию помощи. На эпизоде «Динамита» от 9 декабря 2020 года Брэнди столкнулась с легендой НБА Шакиллом О’Нилом и во время его интервью с Тони Скьявоне, Шак утверждал, что Каргилл могла бы давать советы Брэнди, что в результате она выплеснула на него стакан воды. После рождения своей дочери она периодически появлялась на AEW, совсем недавно, будучи твинером, во время словесной перепалки с Дэном Ламбертом и вступив в физическую перепалку с Пейдж Ванзант; однако, прежде чем сюжетная линия смогла и дальше быть продолжена, 15 февраля 2022 года она и Коди покинули AEW.

## Другие медиа
Роудс появляется в различных национальных рекламах такие как Budweiser и KFC, а также журнал Maxim. Также Роудс запустила свою собственную линию купальников под названием «Кондитерские купальники» (англ."Confection Swimwear").
2 ноября 2017 года Роудс присоединилась к актёрскому составу телесериала E! WAGS Atlanta.
В 2015 году на WrestleMania Роудс стала первой афроамериканкой, которая стала ринг-анонсером на крупном шоу американского рестлинг-промоушена. Затем в 2018 году в Японии она стала первой цветной женщиной, появившейся в матче на крупном шоу года Wrestle Kingdom. Будучи главным бренд-директором AEW, Роудс стала первой афроамериканкой, занявшей руководящую должность в крупном североамериканском рестлинг-промоушене. С AEW она заключила партнёрство с KultureCity, некоммерческой организацией, которая проводит масштабные мероприятия, включающие людей с сенсорными потребностями.
Роудс вместе со своим мужем Коди Роудсом снимаются в реалити-шоу под названием Rhodes To The Top.

## Личная жизнь
В сентябре 2013 года Брэнди вышла замуж за профессионального рестлера Коди Роудса. У супругов есть один общий ребёнок.
У Брэнди есть двоюродный брат, который тоже является профессиональным рестлером выступая под псевдонимом Скорпио Скай.

## В реслинге
- Завершающие приемы
  - Двойной подхваченный кроссфейс[33]
  - Chickenwing over-the-shoulder crossface con bodyscissors
  - Модифицированный обратный STO — позаимствованный у Коди[33]
  - Рюмка от Бренди (Захват запястья в замок, а не дискус-лариат) — позаимствованный у Мусса[35]
- Коронные приемы
  - Отложенный удар коленом[33]
  - Опускание пальца ноги-удержание[33]
  - Лу Тесз пресс[33]
  - Ракетный дропкик[33]
  - Бегущий назад локоть[33]
  - Schoolgirl[33]
  - Гарпун[33]
- Менеджеры
  - Коди Роудс
  - Муус
  - Невероятная Конг
  - Мелани Круз
  - Dr. Luther
  - Кью Ти Маршалл
  - Дастин Роудс
- Прозвище
  - «The Dream of Nightmares»
  - «The Nightmare of Dreams»
  - «The Dream (Night)mare»
  - «Little Moose»

## Титулы и достижения
- DDT Pro-Wrestling
  - Ironman Heavymetalweight Championship (1 раз)[52]
- Pro Wrestling Illustrated
  - PWI ставит её под № 50 из 100 женских рестлеров в 2019 году[53]